# Filip Fruchtman
Filip Fruchtman (zm. 16 czerwca 1909 w Stryju) – poseł do Sejmu Krajowego Galicji III, IV, V, VI, VII, VIII i IX kadencji (1873-1909), doktor praw, adwokat w Stryju, pochodzenia żydowskiego, zwolennik asymilacji.
Wybrany w III kurii, z okręgu Stryj w 1873 roku w miejsce zmarłego Julijana Ławriwskiego. Reprezentował swój okręg w Sejmie nieprzerwanie 36 lat. Na jego miejsce 3 września 1909 obrano Władysława Dulębę. Pochowany w Stryju.